# Partenio II di Alessandria
Papa Partenio Pankostas (in greco Παρθένιος Β’ Παγκώστας; Patmo, 1735 – Rodi, 9 settembre 1805), è stato papa e patriarca greco-ortodosso di Alessandria e di tutta l'Africa tra il 1788 e il 1805.
Era originario di Patmos e zio del futuro patriarca Teofilo III. Fece rinnovare il Monastero di San Giorgio nella Cairo Vecchia e riorganizzò la Biblioteca Patriarcale.  Dopo la conquista napoleonica dell'Egitto, a causa delle persecuzioni da parte degli arabi Partenio sarebbe stato costretto a rifugiarsi prima a Rahitio, poi a Rodi, dove morì nel 1805.